# Semidendrobeania versicolor
Semidendrobeania versicolor is een mosdiertjessoort uit de familie van de Bugulidae. De wetenschappelijke naam van de soort is, als Bugula versicolor, voor het eerst geldig gepubliceerd in 1884 door Busk.